# 290180 Pattiekletter
290180 Pattiekletter este o planetă minoră (asteroid) din centura de asteroizi. A fost descoperită pe 3 septembrie 2005 la Catalina Station⁠(d) de Catalina Sky Survey. 
Obiectul prezintă o orbită caracterizată de o semiaxă mare de 2,7334807927533 UAi, o excentricitate de 0,18042647410518, o înclinație de 9,5710307041553 ° în raport cu ecliptica.